# Secció de voleibol del Sporting Clube de Portugal

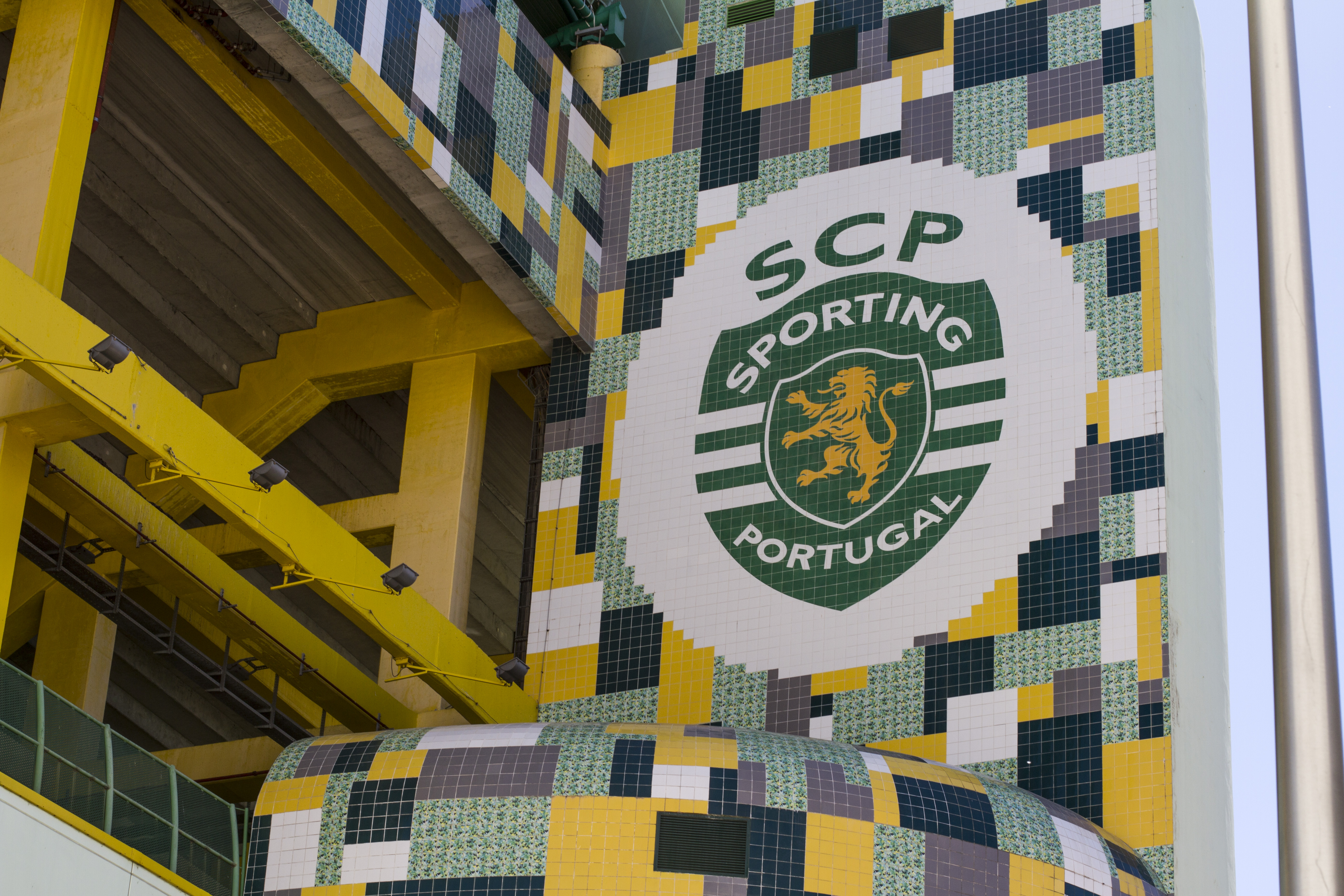
Escut del Sporting Clube de Portugal.

El Sporting Clube de Portugal és la secció de voleibol del Sporting CP.

## Palmarès
- Lliga portuguesa de voleibol: 6
  - 1953-54, 1955-56, 1991-92, 1992-93, 1993-94, 2017-18
- Copa portuguesa de voleibol: 3
  - 1990-91, 1992-93, 1994-95